# Aerosvit Airlines
Aerosvit Airlines var et flyselskab fra Ukraine. Selskabet var ejet af ukrainske investorer, og havde hub og hovedkontor på Boryspil Internationale Lufthavn i Boryspil, 25 km øst for den ukrainske hovedstad Kyiv. Selskabet blev etableret i 1994 af den ukrainske forretningsmand Igor Kolomoysky. Selskabet blev erklæret konkurs i februar 2013.
Aerosvit fløj i november 2011 til destinationer i Europa, Asien og Nordamerika med 25 fly, hvor ni Boeing 767 var den største type i flåden.

## Historie
Selskabet startede med flyvningerne i april 1994 med de første ruter fra Kyiv til Tel Aviv og Athen. Kort tid efter blev flere ruter til Cypern og Grækenland åbnet. Disse ruter blev fløjet med ét leaset Boeing 737-200 fly. I både 1997 og 1999 købte Aerosvit et Boeing 737 fly, og flåden på 3 fly fløj til over ti destinationer. Aerosvit fik i 2002 deres første Boeing 767-300ER i flåden og åbnede samtidig en rute til Bangkok.
I starten af 2010'erne ekspanderede selskabet med mange nye ruter, deriblandt en til Københavns Lufthavn. Efter at danske Cimber Sterling og Aerosvit i 2011 fik samme ejer, Igor Kolomoyskys selskab Mansvell Enterprises, var Cimbers overtagelse af København-Kyiv ruten den 30. oktober 2011 det første operationelle tegn på fælles ejerskab imellem de to selskaber.